# Rhombolytrum
Rhombolytrum (synoniem: Gymnachne)  is een geslacht uit de grassenfamilie (Poaceae). De soorten van dit geslacht komen voor in Zuid-Amerika.